# Forêt nationale de Pisgah
La forêt nationale de Pisgah est située dans les Appalaches dans la partie occidentale de la Caroline du Nord. Cette forêt nationale est administrée par le Service des forêts des États-Unis, qui fait partie du département de l'Agriculture. La forêt est gérée avec les trois autres forêts nationales de Caroline du Nord (Croatan, Nantahala et Uwharrie) par un bureau central commun situé à Asheville. 
Cependant, Le parc a des bureaux de gardes forestiers à Pisgah Forest, Burnsville et Nebo.

## Géographie
La forêt nationale de Pisgah couvre 2 064 km2 (510 119 acres) de terrains montagneux dans la partie sud de la chaine des Appalaches, incluant des parties des montagnes Blue Ridge et des monts Great Balsam.
Les montagnes s'élèvent à plus de 1 800 mètres (6 000 pieds) et incluent certaines des montagnes les plus hautes de l'est des États-Unis. Le Mont Mitchell, situé dans le Parc d'État de Mount Mitchell, est la montagne la plus haute à l'est du Mississippi et se trouve juste à la limite de la frontière délimitant la forêt nationale de Pisgah.
La forêt s'étend sur 12 comtés à l'ouest de la Caroline du Nord : le Comté de Transylvania, le Comté de McDowell, le Comté de Haywood, le Comté de Madison, le Comté de Caldwell, le Comté de Burke, le Comté de Yancey, le Comté de Buncombe, le Comté d'Avery, le Comté de Mitchell, le Comté de Henderson, et le Comté de Watauga.